# Unreleased Energy
Unreleased Energy è un album (uscito quasi certamente solo su cd) degli Operation Ivy, del quale si hanno pochissime informazioni. Si tratta, comunque, di un disco che contiene delle tracce registrate (tutte?) al 924 Gilman Street che avrebbero dovuto costituire l'album Energy. In realtà, invece, su Energy finirono solo una parte (rimaneggiata e parzialmente modificata) delle canzoni contenute in Unreleased Energy, mentre un'altra parte non vi fu proprio inserita. Le tracce sono inoltre suddivise in tre gruppi: 1987 demo, 1988 gilman st. demo, 1988 demos.

## Formazione
- Jesse Michaels - voce
- Lint (Tim Armstrong) - chitarra
- Matt McCall (Matt Freeman) - basso
- Dave Mello - batteria

### Altri musicisti
- Paul Bae - sassofono

## Tracce

### 1987 demo
1. Uncertain - 2:09
2. Trouble Bound - 1:37
3. Someday - 1:41
4. Plea for Peace - 2:12

### 1988 gilman st. demo
1. Healthy Body (Extended Version) - 3:22
2. Bobshell - 1:26
3. Hedgecore - 1:40
4. Hangin' Out - 1:24
5. Sarcastic - 1:38 *
6. Left Behind - 2:28
7. Break It Down - 1:46 *
8. Steppin' Out - 7:41 *

### 1988 energy demos
1. Artificial Life - 2:01
2. Freeze Up - 2:21
3. Sound System - 2:17
4. Jaded - 1:33
5. Take Warning - 2:31
6. 6 to 10 - 1:27 *
7. Missionary - 2:00
8. Bankshot - 1:35
9. Unity (with Horns) - 2:19
10. Smiling - 1:45
11. One of These Days - 1:12
12. Face that Screams - 2:00 *
13. Gonna Find You - 1:50
14. Room Without a Window - 1:22
15. Hangin' Out - 1:18
16. Sound System (Instro) - 1:44
17. Sound System (Ext) - 1:47
18. Unity (Instro w/ Sax - 4:27

Nota: * = unreleased songs (come riportato anche sull'album)